# 毛藁本
毛藁本（学名：Ligusticum hispidum）为伞形科藁本属的植物，为中国的特有植物。分布于中国大陆的云南等地，生长于海拔2,600米至4,500米的地区，多生在草坡及石缝中，目前已由人工引种栽培。